# Manoir de Tonnencourt
Le manoir de Tonnencourt est un édifice situé à Cheffreville-Tonnencourt, commune déléguée de la commune nouvelle de Livarot-Pays-d'Auge, en France, dans le département du Calvados.

## Historique
Le manoir est daté du XVIe siècle.
Le manoir est inscrit au titre des Monuments historiques depuis le 7 février 1975.